# Gilbert du Motier de La Fayette
 Der er for få eller ingen kildehenvisninger i denne artikel, hvilket er et problem. Du kan hjælpe ved at angive troværdige kilder til de påstande, som fremføres i artiklen.

 "La Fayette" omdirigeres hertil. For andre betydninger af La Fayette, se Lafayette.
Marie-Joseph Paul Yves Roch Gilbert du Motier, Marquis de La Fayette (Marquis de La Fayette og La Fayette født 6. september 1757, død 20. maj 1834) var en fransk adelsmand og officer, der som ung deltog i Den amerikanske Frihedskrig (1775–83). Han var blevet meget begejstret for den amerikanske frihedserklæring om folkets rettigheder og drømte om at overføre disse ideer til Frankrig, og han var en af hovedmændene i udfærdigelsen af Erklæringen om menneskets og borgerens rettigheder, der blev vedtaget af den franske nationalforsamling 26. august 1789.

## Opvækst
La Fayette var kun to år, da hans far blev dræbt i slaget ved Minden. Hans onkel var blevet dræbt under belejringen af Milano i 1733 under den polske arvefølgekrig. La Fayette voksede op på château de Chavaniac i Auvergne, hvor nogle af markerne blev omtalt som "slagmarken" af bønderne, hvad der fik La Fayette til at se en kampklar Vercingetorix for sig. Da han var otte år, gik der vilde rygter i hans hjemegn om "uhyret i Gévaudan", der ikke blot dræbte kvæget, men også kvinder og børn for at drikke deres blod. La Fayette og en kammerat strejfede forgæves om i skoven i håb om at møde uhyret. Nogle år senere, da han gik i skole hos Jesuiterordenen i Paris, blev han bedt om at skrive en stil om "den perfekte hest". La Fayette beskrev et dyr, der stejlede og smed rytteren af, straks det mærkede pisken – hvad La Fayette fik en omgang klø for at have skrevet.
Senere i livet fik han identificeret den major Philips, der havde kommandoen over batteriet, der havde mejet hans fars regiment ned. Men som ung mand var den amerikanske sag en god mulighed for hævn både over ydmygelserne, Frankrig blev udsat for i syvårskrigen, og for hans families tab. I oktober 1777 skrev han til den franske udenrigsminister, Vergennes, som var meget forsigtig med at støtte de amerikanske kolonier: "- at påføre England skade, er at tjene (tør jeg sige hævne) mit land. Jeg tror på tanken om at sætte alle resurser ind fra hvert individ, der har den ære at være fransk." Som fjortenårig blev La Fayette indgiftet i den mægtige Noailles-klan, men følte sig utilpas ved Ludvig 15.s hof i Versailles.  Fra sin morfar havde han arvet en enorm formue, der gav ham en indtægt på 120.000 livres om året. Ved hjælp af dem udstyrede han skibet Victoire (= Sejr) og sejlede til Amerika i efteråret 1777.

## Karriere
La Fayette var nitten, da de amerikanske kolonier i 1776 erklærede deres uafhængighed af Storbritannien . De amerikanske frihedsidealer gjorde et stærkt indtryk på den unge kaptajn, også forstærket af hans bekendtskab med Benjamin Franklin. Han trodsede kongens forbud og tog til Amerika i april 1777. Efter en overfart på to måneder steg han i land i Philadelphia, hovedsæde for den nye regering. Han meldte sig til tjeneste for kongressen, og blev straks udnævnt til officer i De forenede staters hær med rang af generalmajor. Han skrev hjem til sin kone Adrienne om lokalbefolkningens venlighed, enkle manérer, patriotisme og frihedstrang. Hans indtryk kan være forstærket af, at mange i området var huguenotter. Washington var i begyndelsen noget forvirret over La Fayettes sønlige hengivenhed, men vænnede sig til den, og da La Fayette blev såret, sendte Washington ham sin personlige læge. Han interesserede sig for La Fayettes familie og delte hans sorg, da en datter døde hjemme i Frankrig. Til gengæld broderede Adrienne et frimurerskødskind til generalen, som han bar ved nedlæggelsen af Capitols grundsten. (La Fayette havde været frimurer siden 1775). Båndene mellem de to familier blev så tætte, at da en ung amerikansk officer opsøgte Adrienne for at høre, om han skulle medbringe en hilsen til hendes mand på den anden side af havet, sagde hendes lille søn: "Hils min papa La Fayette og min papa Washington."
Efter et diplomatisk opdrag i hjemlandet, hvor formålet var at overtale den franske konge til at komme de nye stater til undsætning med en større ekspeditionsstyrke, kom han tilbage til USA i 1780. Af George Washington, som han udviklede et livslangt venskab med, blev han betroet kommandoen over hæren i staten Virginia. La Fayettes ene datter fik navnet Virginia, ligesom hans førstefødte søn fik navnet George Washington de La Fayette.
Han deltog i slaget ved Yorktown, som endte med Charles Cornwallis' kapitulation.
La Fayette vendte hjem til Frankrig i 1782, hvor han blev udnævnt til feltmarskal.